# Miareczkowanie potencjometryczne
Miareczkowanie potencjometryczne – w chemii analitycznej - technika miareczkowa polegająca na pomiarze zmian napięcia elektrycznego generowanego przez ogniwo złożone z elektrody wskaźnikowej i elektrody odniesienia w funkcji objętości dodanego titranta.
Przykładem może być potencjometryczne miareczkowanie kwasu zasadą. Analizę przeprowadza się przez dodanie małymi porcjami zasady do badanej próbki mieszanej np. przy użyciu mieszadła magnetycznego. Pomiar prowadzi się wobec elektrody pH-czułej (np. elektrody szklanej) jako elektrody wskaźnikowej. Uzyskuje się wynik w postaci zależności napięcia od objętości dodanego titranta. Taka zależność może zostać łatwo przekształcona w zależność pH od objętości dodanego titranta.
Do miareczkowania potencjometrycznego można stosować titratory – urządzenia umożliwiające automatyzację miareczkowania.